# 迷果芹
迷果芹（学名：Sphallerocarpus gracilis）是伞形科迷果芹属的植物。分布在俄罗斯、蒙古以及中国大陆的吉林、河北、内蒙古、新疆、甘肃、辽宁、青海、山西、黑龙江等地，生长于海拔580米至2,800米的地区，一般生长在菜园地以、山坡路旁、村庄附近及荒草地上，目前尚未由人工引种栽培。
其种加词来源于拉丁文“gracilis”，意为“纤细的”。

## 别名
小叶山红萝卜（河北宛平）、达扭（四川德格）